# Listă de fotografi români
Această pagină este o listă de artiști fotografi români (în ordine alfabetică).
- Constantin Axinte

- Iosif Berman

- Ioan Mihai Cochinescu

- Mircea Faria

- Iosif Kiraly

- Dinu Lazăr

- Hedy Löffler

- Carol Popp de Szathmáry

## Fotografi străini în România
- Anatole Magrin (1858 - 1928), primul fotograf al Constanței. [1][2]

- Willy Pragher (1908 - 1992)